# Tricentroides propria
Tricentroides propria är en insektsart som beskrevs av William Lucas Distant. Tricentroides propria ingår i släktet Tricentroides och familjen hornstritar. Inga underarter finns listade i Catalogue of Life.